# Matang Ceubrek (Baktiya Barat)
Matang Ceubrek is een bestuurslaag in het regentschap Aceh Utara van de provincie Atjeh, Indonesië. Matang Ceubrek telt 625 inwoners (volkstelling 2010).